# L'Otage de l'Europe
Pour plus de détails, voir Fiche technique et Distribution.
L'Otage de l'Europe (Jeniec Europy) est un film historique franco-polonais réalisé par Jerzy Kawalerowicz, sorti en 1989.

## Synopsis
Chronique de la détention de Napoléon sur l'ile de Sainte-Hèlène, ses relations avec son entourage et ses affrontements avec Hudson Lowe, le gouverneur britannique.

## Fiche technique
- Titre original : Jeniec Europy
- Titre français : L'Otage de l'Europe
- Réalisation : Jerzy Kawalerowicz
- Scénario : Jerzy Kawalerowicz d'après Jeniec Europy de Juliusz Dankowski
- Photographie : Wiesław Zdort
- Costumes : Danuta Hałatek et Judy Shrewsbury
- Musique : Maciej Małecki, Ludwig van Beethoven
- Montage : Józef Bartczak
- Production : Alain Mayor
- Société de production : ZF Kadr, Ciné-Alliance
- Pays d'origine :  Pologne,  France
- Format : Couleurs - 35 mm
- Genre : historique
- Durée : 124 minutes
- Dates de sortie : Pologne, 29 septembre 1989 ; France, 4 février 1992

## Distribution
- Roland Blanche : Napoléon Ier
- Vernon Dobtcheff : Sir Hudson Lowe
- Didier Flamand : général Bertrand
- François Berléand : général Montholon
- Ronald Guttman : général Gourgaud
- Isabelle Petit-Jacques : madame Bertrand
- Maria Gładkowska : madame Montholon
- Catriona MacColl : lady Lowe
- Jean Barney : Cipriani
- Jean-Francois Delacour : Emmanuel de Las Cases
- Georges Claisse : Thomas Reade
- Ryszard Radwański : un laquais